# Heinrich Burger (kunstschaatser)

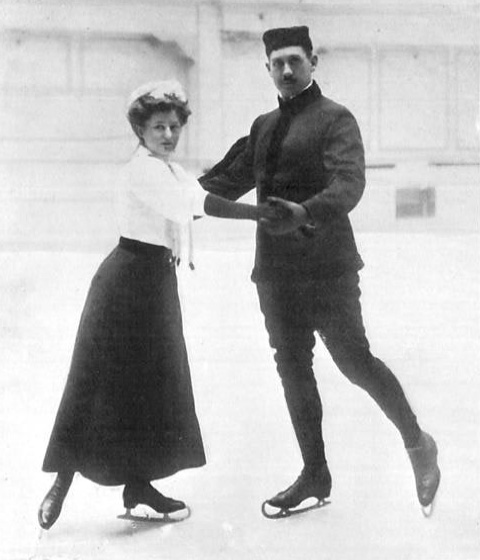
Anna Hübler en Heinrich Burger

Heinrich Burger (31 mei 1881 - 27 april 1942) was een Duits kunstrijder.
In 1904, 1906 (tweede) en 1908 (derde) stond hij op het erepodium van het WK kunstschaatsen voor mannen. Tussen door behaalde hij de tweede plaats op het EK Kunstschaatsen van 1905. Ook in 1908 behaalde hij samen met Anna Hübler de olympische titel. Eveneens in 1908 werd hij samen met Anna Hübler het eerste paar dat de wereldtitel paarrijden veroverde. In 1910 werden ze voor de tweede keer wereldkampioen.

## Belangrijke resultaten
| Kampioenschap | 1904   | 1905   | 1906   | 1907 | 1908  | 1909 | 1910 |
| ------------- | ------ | ------ | ------ | ---- | ----- | ---- | ---- |
| OS paren      |        |        |        |      | Goud  |      |      |
| WK paren      |        |        |        |      | Goud  |      | Goud |
| WK mannen     | Zilver |        | Zilver | 5e   | Brons |      |      |
| EK mannen     | tzt    | Zilver |        |      |       |      |      |

(tzt = trok zich terug)
1908: Anna Hübler / Heinrich Burger ·
1920: Ludovika Jakobsson / Walter Jakobsson ·
1924: Helene Engelmann / Alfred Berger ·
1928: Andrée Joly / Pierre Brunet ·
1932: Andrée Brunet / Pierre Brunet ·
1936: Maxi Herber / Ernst Baier ·
1948: Micheline Lannoy / Pierre Baugniet ·
1952: Ria Baran / Paul Falk ·
1956: Sissy Schwarz / Kurt Oppelt ·
1960: Barbara Wagner / Robert Paul ·
1964: Ljoedmila Belooesova / Oleg Protopopov ·
1968: Ljoedmila Belooesova / Oleg Protopopov ·
1972: Irina Rodnina / Aleksej Oelanov ·
1976: Irina Rodnina / Aleksandr Zajtsev ·
1980: Irina Rodnina / Aleksandr Zajtsev ·
1984: Jelena Valova / Oleg Vasiljev ·
1988: Jekaterina Gordejeva / Sergej Grinkov ·
1992: Natalja Misjkoetjonok / Artoer Dmitrijev ·
1994: Jekaterina Gordejeva / Sergej Grinkov ·
1998: Oksana Kazakova / Artoer Dmitrijev ·
2002: Jelena Berezjnaja / Anton Sicharoelidze en Jamie Salé / David Pelletier ·
2006: Tatjana Totmjanina / Maksim Marinin ·
2010: Shen Xue / Zhao Hongbo ·
2014: Tatjana Volosozjar / Maksim Trankov ·
2018: Aliona Savchenko / Bruno Massot ·
2022: Sui Wenjing / Han Cong